# Slackline

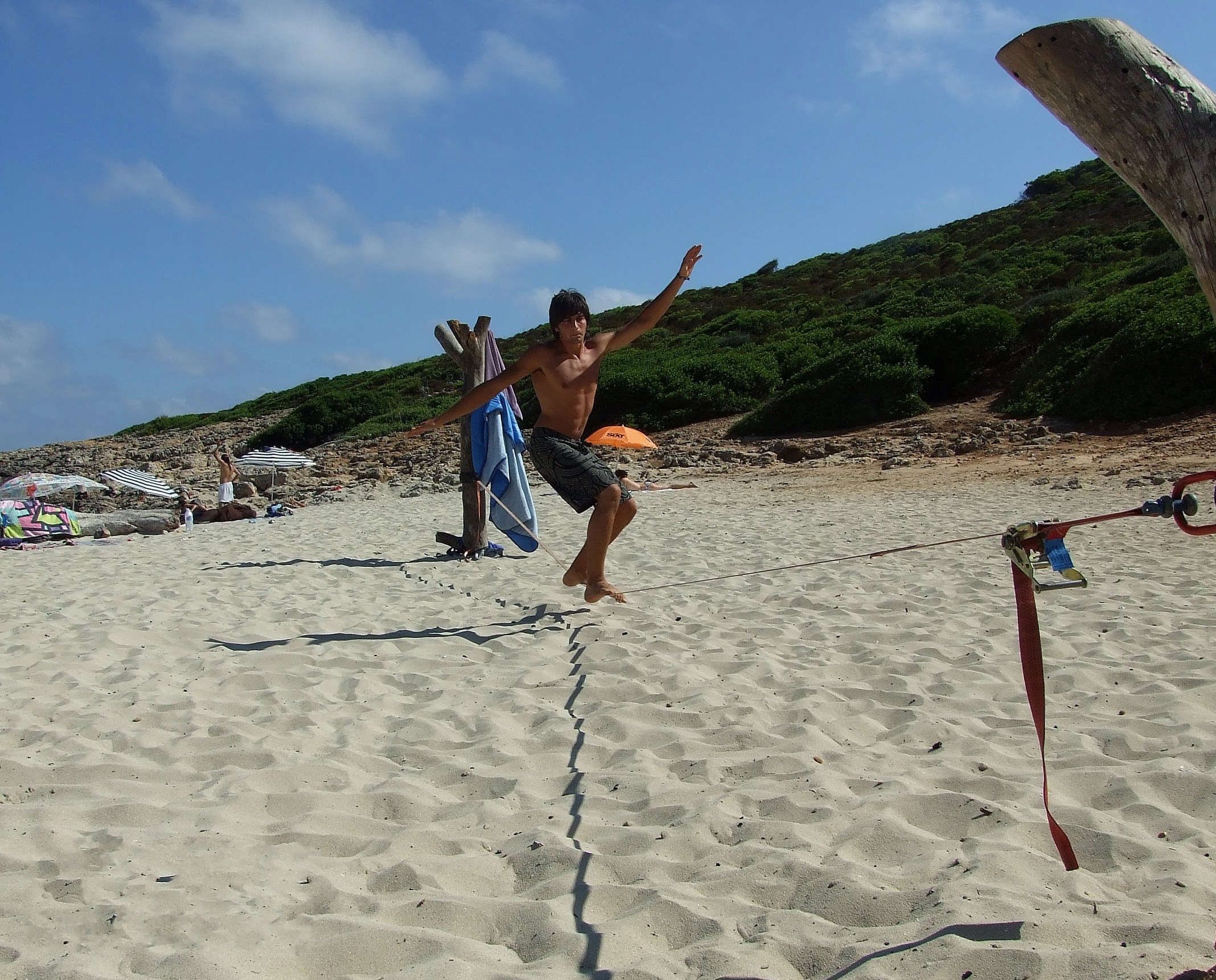
Slackline en la playa, Mallorca.

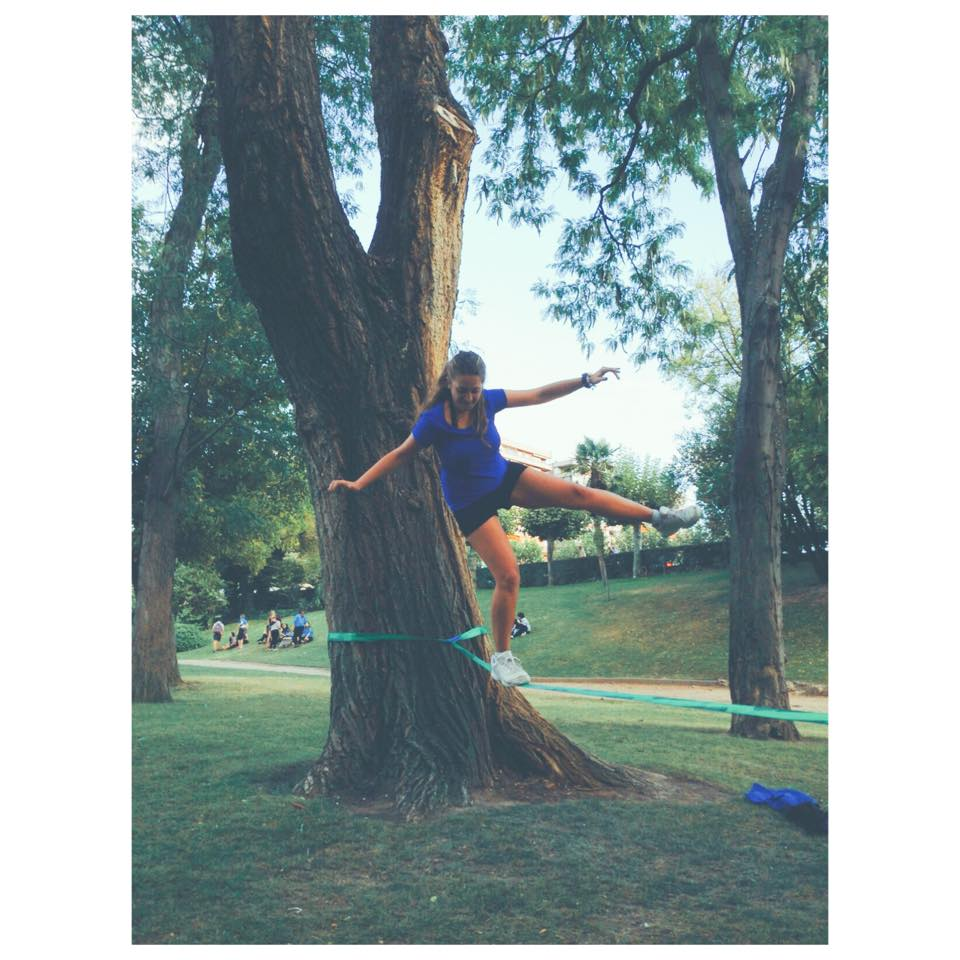
Chica haciendo slackline

El slackline (en español: cinta floja) es un deporte de equilibrio sobre una cinta plana de unos 5 centímetros de nailon o poliéster que se sujeta entre dos puntos fijos de anclaje, que pueden ser árboles. A diferencia del funambulismo, en el que se camina sobre un cable metálico totalmente tenso, en el slackline la cinta no se tensa del todo y tiene suspensión y balanceo. No se usa ninguna herramienta para ayudarse a mantener el equilibrio, tal como varas u otros medios.

## Características

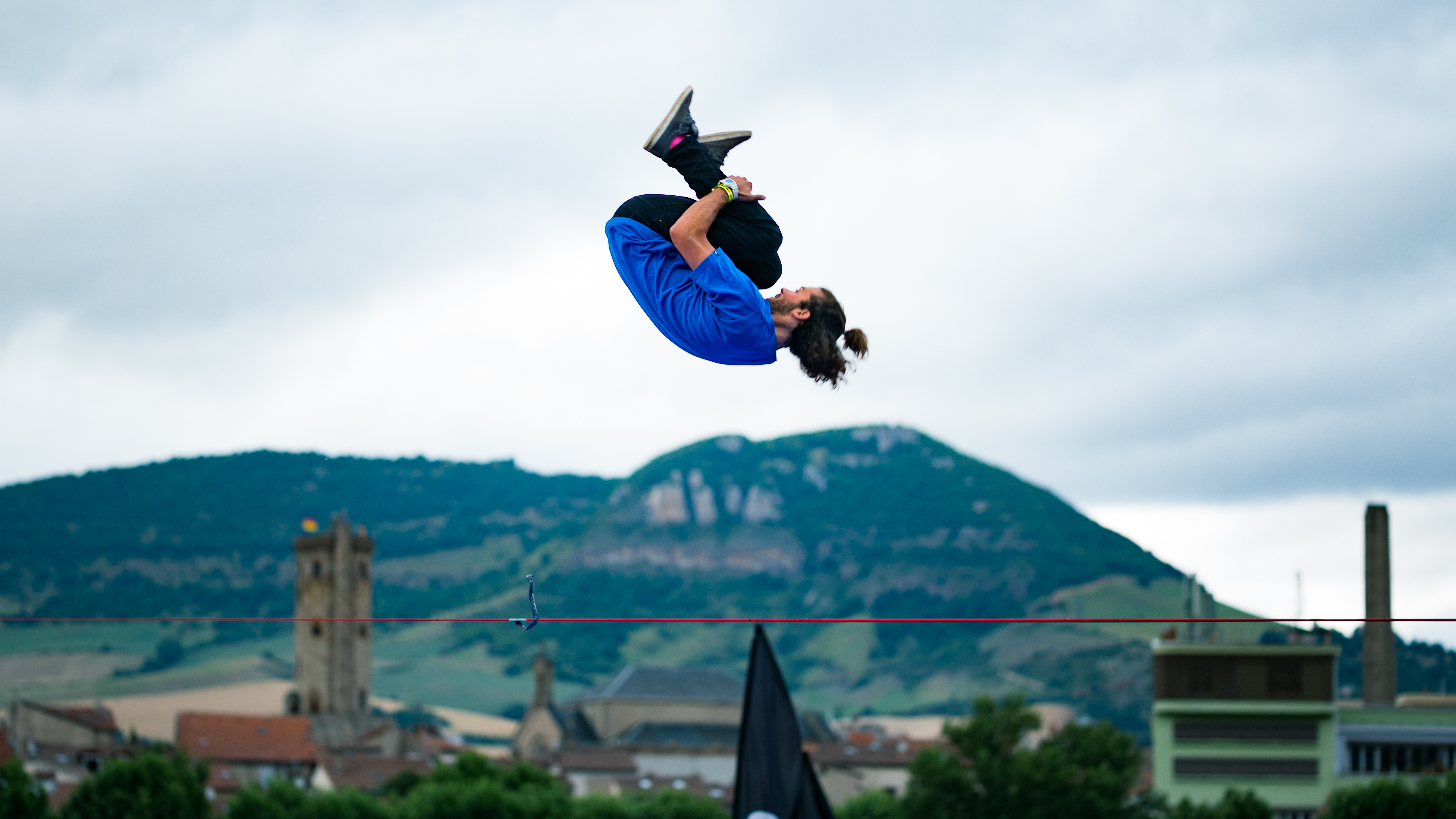
Haciendo jumpline, una variante de trickline dedicada a los saltos acrobáticos.

Dentro del slackline se pueden encontrar distintas prácticas que utilizan los mismos principios y materiales muy parecidos. El tipo de slackline escogido determina el grado de elasticidad de la cinta, lo que permite efectuar saltos y movimientos más dinámicos. Para satisfacer el nivel de experiencia del usuario, la tensión de la cinta puede ser ajustada usando un trinquete. La característica dinámica de la cinta permite hacer trucos impresionantes como saltos y flips. Al mismo tiempo, se pueden realizar posturas de yoga (yoga slackline) o acrobacias, lo que permite distintas modalidades de entrenamiento.

### Trickline
El tipo de slackline más difundido es el trickline (en español: cinta de trucos) donde la cinta se ubica a poca distancia del suelo y bien tensa. Este tipo de slackline se practica con una cinta de 50 milímetros. En esta modalidad se practican principalmente saltos y trucos de destreza. Anualmente se celebra una copa del mundo de esta modalidad.

### Waterline
El waterline (en español: cinta sobre agua) se realiza tanto con cintas anchas de 50 milímetros como estrechas, la diferencia consiste en que se realiza encima del agua.

### Longline
El longline (en español: cinta larga) se basa en cintas de más de 40 metros de largo y 25 milímetros de grosor. Dado que el principal objetivo es cruzar de un lado a otro realizando diferentes posturas en equilibrio, el balanceo en esta modalidad es mucho mayor.

### Highlines
La modalidad más extrema se conoce como highline (en español: cinta alta) y se realiza sobre cintas ubicadas a más de 20 metros de altura. Las highlines requieren equipo especial (poleas, backup, bananas linegrip, eslingas, grilletes y un buen punto de anclaje) y experiencia en seguridad y montaje. Por lo general el equilibrista porta un arnés con una cinta con anillas enganchada a la cinta plana slackline aunque hay quienes realizan esta modalidad sin ningún tipo de seguridad.
El highline es un deporte extremo de equilibrio en el que se usa una cinta de nailon que se ancla entre dos puntos y se tensa. La diferencia entre el highline y slackline se presenta en la altura en que se sitúe la cuerda, si se pone entre dos puentes generando una altura muy grande se le llama highline, y si en cambio la cuerda se coloca entre dos árboles se le llama slackline, ya que es una altura mucho menor a la de highline.

### Rodeoline
Una de las modalidades más difíciles. Se coloca una cinta sin tensar en forma de U, en la que la única tensión ejercida es la causada por el peso del cuerpo del slackliner. Se busca mantener el equilibrio sobre la cuerda, y a partir de ahí caminar sobre ella, hacer trucos estáticos o simplemente balancearse.

### Yoga slackline
Consiste en realizar posturas de yoga o asanas sobre la cinta; se precisa mucha concentración y práctica.

## Historia
Mientras que el equilibrio en una cuerda floja ha estado presente durante miles de años, los orígenes del slackline se atribuyen a Adam Grosowsky y Jeff Ellington, una pareja de escaladores del valle de Yosemite en California, a principio de los años 1980. Empezaron su búsqueda de equilibrio en cadenas flojas y cables junto a parques de estacionamiento, con el tiempo progresaron hasta llegar a usar sus equipos de escalada atando las cintas tubulares y usándolas para caminar sobre ellas. El deporte cobró fama entre los escaladores del valle expandiéndose mundialmente y, con el paso del tiempo, se han ido desarrollando posturas y adaptando movimientos acrobáticos.